# Hmong
I hmong, anche conosciuti come miao (in pinyin: miáo; in vietnamita: mèo o h'mông; in tailandese: แม้ว (maew) o ม้ง (mong); in birmano: mun lu-myo), in cinese 苗族, sono un gruppo etnico asiatico che vive principalmente nelle regioni montane della Cina del sud (in particolare nella provincia del Guizhou) e nelle regioni del sudest asiatico (Vietnam, Laos, Birmania e Thailandia del Nord).
Formano il quinto in ordine demografico fra i 56 gruppi etnici riconosciuti ufficialmente dalla Repubblica popolare cinese, così come uno dei 54 gruppi etnici del Vietnam.

## Nomenclatura: miao e hmong
I due termini, miao e hmong (o h'mong nel Vietnam), sono entrambi attualmente usati per riferirsi a questa popolazione autoctona della Cina. Vivono principalmente in Cina del sud, nelle province del Guizhou, dell'Hunan, dello Yunnan, del Sichuan, del Guangxi e dell'Hubei. Secondo il censimento del 2000, il numero di miao in Cina si attesta circa sui 9,6 milioni. Fuori della Cina vivono in Thailandia, nel Laos (dove fanno parte del gruppo dei lao soung), nel Vietnam e in Birmania (a causa delle migrazioni che cominciarono nel XVIII secolo) ed anche negli Stati Uniti, nella Guyana francese, in Francia ed in Australia come conseguenza delle recenti migrazioni dopo la guerra del Vietnam e quella dell’Indocina fra il 1949 e il 1975.
Complessivamente ci sono circa 8 milioni di persone che parlano le lingue dei miao. Questo ceppo linguistico, che consiste di 3 lingue e di 30-40 dialetti a volte assai simili, appartiene, insieme alla lingua di Bunu, al ramo miao del ceppo hmong-mien (miao-yao). I linguisti occidentali trattano il problema della terminologia in un senso non uniforme. I primi linguisti si sono basati sul nome con varie trascrizioni: miao, miao-tse, miao-tsze, meau, meo, mo, miao-tseu ecc., ma dopo aver studiato i hmong del Laos, alcuni linguisti ed etnologi contemporanei hanno adottato un'altra terminologia.
Gli stessi hmong si sono auto-assegnati diversi nomi e i cinesi, a loro volta, li classificano a seconda del colore delle vesti indossate dalle donne. La seguente lista contiene i nomi che si sono dati i hmong, i nomi dati a loro dai cinesi e le regioni principali abitate dai quattro gruppi principali di hmong in Cina:
- Ghao xong; miao rossi; regioni nell'ovest dell'Hunan.
- Hmu, gha ne (ka nao); miao neri; regioni nel sud-est del Guizhou.
- A hmao; miao del grande fiore; regioni nel nord-ovest del Guizhou e nel nord-est dello Yunnan.
- Hmong; miao bianchi, miao verdi (o blu), miao del piccolo fiore; regioni nel sud del Sichuan, nell'ovest del Guizhou e nel sud dello Yunnan.

Soltanto il quarto gruppo usa il termine hmong. Inoltre, soltanto questi (e alcuni hmu) hanno esponenti che vivono fuori della Cina. I hmong non cinesi sostengono che il termine hmong è usato non solo per l'indicazione del loro gruppo di dialetto, ma anche per gli altri gruppi che vivono in Cina. Sostengono anche che la parola “miao” è un termine dispregiativo che non dovrebbe essere usato. Invece il termine hmong dovrebbe essere usato per indicare tutti i gruppi della loro etnia. Sono stati gli invasori cinesi ad aver dato ai hmong l'appellativo miao, che successivamente divenne meo e man. Il secondo termine significa letteralmente “il barbaro del sud”. Inoltre la parola "miao" è stata trasformata dai vietnamiti, dai lao e dai thailandesi in meo.
Comunque molte persone che parlano lingue hmong o il cinese traducono il termine miao con “barbaro” e questo dimostra che tale appellativo ha questo significato oggettivo. I laotiani, i thailandesi e i vietnamiti usano il termine “miao” in senso dispregiativo. Se pronunciato erroneamente in thailandese o in cantonese la parola significa “gatto„ (come si può rilevare dall'origine onomatopeica del vocabolo). Inoltre, la traduzione vietnamita letterale per mèo è "gatto". Ciò forse spiega il rancore contro il termine "miao" fra i gruppi di hmong del sud-est asiatico.
In Cina i gruppi di miao si sono invece assegnati un nome diverso e soltanto una piccola parte della popolazione usa ancora la parola "hmong". Alcuni hmong negli anni cinquanta hanno protestato contro la classificazione ufficiale delle minoranze del governo cinese che aveva loro affibbiato il nome miao e avevano chiesto che fosse cambiato. I gruppi di miao della Cina non espressero, comunque, alcuna preoccupazione al riguardo. Uno dei motivi è puramente pratico: è impossibile introdurre la parola "hmong" in Cina poiché questa sillaba non esiste nella lingua cinese.
I hmong scrivono il loro nome con il termine "hmoob". Il termine hmong è stato proposto per indicare tutti gruppi che parlano dialetti hmong in Cina e per i miao al di fuori del territorio cinese. Molte persone restano ancora confuse per via di questo dualismo tra i due termini e spesso non vedono connessioni tra i miao ed i hmong.

## Demografia

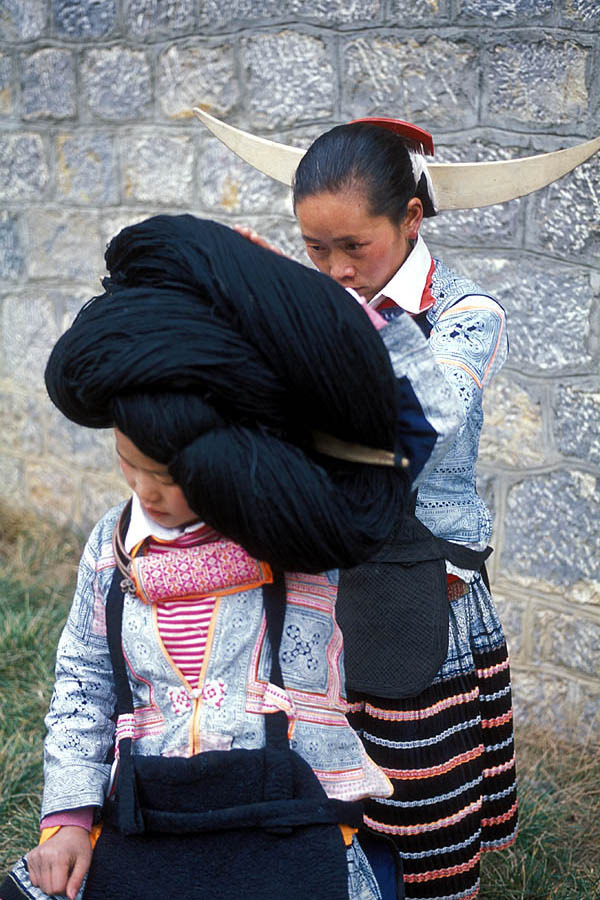
La tribù dal lungo corno, un piccolo sottogruppo dei miao che vive in 12 villaggi vicino alla regione di Zhijing, nella provincia del Guizhou. I corni di legno sono considerati una forma di attrazione per gli uomini

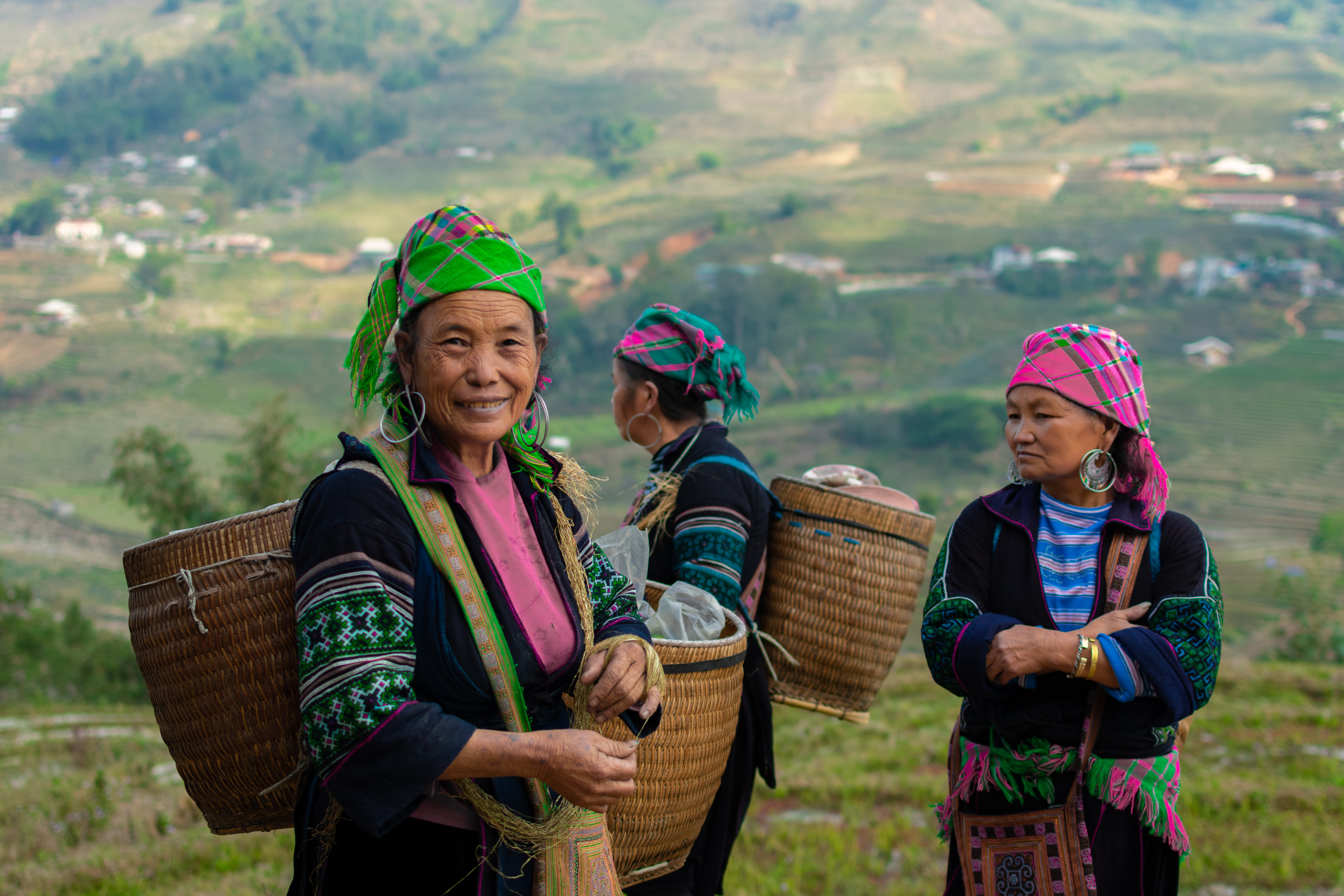
Costume popolare di Hmong in Sa Pa, Vietnam.

Oggi molti hmong vivono in Cina. Di seguito alcuni dati sulla crescita della popolazione:
- 1953: 2.510.000
- 1964: 2.780.000
- 1982: 5.030.000
- 1990: 7.390.000

3.600.000 miao, circa la metà di tutta la popolazione miao della Cina, si trovavano nel Guizhou nel 1990. I miao del Guizhou e quelli di altre sei province arrivano a coprire circa il 98% di tutta l'etnia in Cina:
- Hunan: 1.550.000
- Yunnan: 890.000
- Sichuan: 530.000
- Guangxi: 420.000
- Hubei: 200.000
- Hainan: 50.000 (chiamati miao ma etnologicamente sono gli yao)

Nelle province succitate ci sono 6 prefetture autonome di miao (ufficialmente condivise con un'altra minoranza etnica):
- Qiandongnan Miao e la Prefettura Autonoma di Tong (黔东南: Qiándōngnán), Guizhou
- Qiannan Buyi e la Prefettura Autonoma Miao (黔南: Qiánnán), Guizhou
- Qianxinan Buyi e la Prefettura Autonoma Miao (黔西南: Qiánxīnán), Guizhou
- Xiangxi Tujia e la Prefettura Autonoma Miao(湘西: Xiāngxī), Hunan
- Wenshan Zhuang e la Prefettura Autonoma Miao (文山: Wénshān), Yunnan
- Enshi Tujia e la Prefettura Autonoma Miao (恩施: Ēnshī), Hubei

In più ci sono 23 contee miao autonome:
- Hunan: Mayang (麻阳: Máyáng), Jingzhou (靖州: Jīngzhōu), e Chengbu (城步: Chéngbù)
- Guizhou: Songtao (松桃: Sōngtáo), Yingjiang (印江: Yìnjiāng), Wuchuan (务川: Wùchuān), Daozhen (道真: Dǎozhēn), Zhenning (镇宁: Zhènníng), Ziyun (紫云: Zǐyún), Guanling (关岭: Guānlíng), e Weining (威宁: Wēiníng)
- Yunnan: Pingbian (屏边: Píngbiān), Jinping (金平: Jīnpíng), e Luquan (禄劝: Lùquàn)
- Sichuan: Xiushan (秀山: Xiùshān), Youyang (酉阳: Yǒuyáng), Qianjiang (黔江: Qiánjiāng), e Pengshui (彭水: Péngshuǐ)
- Guangxi: Rongshui (融水: Róngshuǐ), Longsheng (龙胜: Lóngshēng), e Longlin (隆林: Lōnglín)
- Hainan: Qiong (琼中: Qióngzhōng) e Baoting (保亭: Bǎotíng)

Molti miao vivono in colline o montagne, come per esempio:
- la montagna Wuling vicino al fiume Qianxiang (湘黔川边的武陵山: Xiāngqián Chuān Biān Dí Wǔlíng Shān)
- la montagna Miao (苗岭: Miáo Líng), Qiandongnan
- la montagna Yueliang 月亮山: Yuèliàng Shān), Qiandongnan
- le montagne Ma (Ma Grande e Ma Piccola) (大小麻山: Dà Xiǎo Má Shān), Qiannan
- la montagna Miao grande (大苗山: Dà Miáo Shān), Guangxi
- la montagna Wumeng vicino al fiume Tianqian (滇黔川边的乌蒙山: Tiánqián Chuān Biān Dí Wūmēng Shān)

Molte migliaia di miao hanno lasciato le loro case per trasferirsi in grandi città come Canton e Pechino. Ce ne sono anche 2 milioni tra Vietnam, Laos, Birmania, Taiwan, Cambogia e in altri continenti. 151.000 vivono in Thailandia.

## Storia

### Le origini
L'origine dei hmong va molto indietro nel tempo, forse fino all'ultima era glaciale. Le prime tracce della loro cultura sono conservate nelle storie che si tramandano oralmente e nei rituali funebri.
Nelle tradizioni orali, la leggenda racconta che i primi hmong provennero da un luogo estremamente freddo, dove era buio per sei mesi e luce per gli altri sei. A quel tempo i hmong credevano che il loro territorio fosse tutto il mondo conosciuto di allora e oltre le steppe di confine non vi fosse nulla. Un giorno un cacciatore e il suo cane si impegnarono in battute di caccia per molti giorni disprezzando il pericolo e le bufere di neve che rendevano difficoltoso il viaggio. Fu così che il cacciatore attraversò tutta la Siberia e si trovò nel cuore dell'odierna Cina, dove diede vita alla stirpe hmong.
Una seconda ipotesi che descrive il luogo di provenienza viene dai loro rituali funebri, secondo i quali il defunto si ricongiunge con i suoi antenati. Credono che gli antenati abbiano lasciato questo mondo e siano ritornati alla terra di origine che è, ancora una volta, un luogo estremamente freddo. Le descrizioni fornite da questo rituale funebre portano a pensare che le terre di origine dei hmong siano zone di alta latitudine come ad esempio la Siberia, il nord della Mongolia e gli angoli più a nord del territorio cinese. Le evidenze genetiche e linguistiche suggeriscono che i gruppi etnici vissuti nei secoli scorsi ad est e a sud-est dell'Asia trovino le loro tracce ancestrali nelle steppe siberiane. Anche il Tibet può essere considerato uno dei luoghi di origine della stirpe hmong, descritti come zone fredde con neve e ghiaccio (probabilmente erano ancora più freddi durante l'ultima era glaciale), ma le zone dell'Asia troppo a sud non sembrano rispecchiare le varie leggende hmong, nelle quali il sole sorgeva per sei mesi all'anno mentre per gli altri sei vi era il buio, caratteristica tipica delle terre a nord della Siberia.

### I primi contatti
In Cina, il primo regno hmong fu chiamato Jiuli e i re ebbero il titolo di chiyou. Questa parola significa padre-nonno, e il titolo equivale a quello di imperatore. Gli antenati del chiyou erano le genti del popoli liangzhu. Giuli aveva il potere su 9 tribù e su 81 clan.

### La storia secondo le leggende cinesi
Secondo la leggenda cinese, il popolo sotto il regno dei chiyou fu sconfitto a Zhuolu (Chinese: 涿鹿 pinyin: Zhuōlù, una ex-prefettura nelle province di Hebei e Liaoning) dagli eserciti uniti di Huang Di (Chinese: 黃帝 pinyin: Huángdì) e di Yandi, condottieri della tribù huaxia (Chinese: 華夏 pinyin: Huáxià) che volevano il controllo della valle del Fiume Giallo. La battaglia, avvenuta nel 2500 a.C., fu combattuta in una fitta nebbia e si racconta che gli huaxia ebbero la meglio grazie all'uso della bussola magnetica.
Dopo essere stata sconfitta, la tribù originale si divise un due sottogruppi, i miao e i li. I primi continuarono a muoversi verso sud-ovest e i secondi verso sud-est, come la stirpe huaxia (ora conosciuta come han) si muoveva verso le regioni meridionali. Durante il corso della storia cinese, i hmong furono considerati "barbari" dagli han, tecnologicamente e culturalmente molto più avanzati. Significative mescolanze tra le due razze avvennero durante la Dinastia Zhou (1112 a.C. - 256 a.C.).
Dopo l'era Jiuli, il popolo hmong si divise ancora in tre sottogruppi. Si è detto che il chiyou abbia avuto tre figli, e dopo la caduta di Jiuli, il primo di essi guidò la gente a sud, il secondo a nord, mentre il più giovane rimase a Zhoulu ed il suo popolo assimilò la cultura huaxia. Il gruppo che migrò a sud creò la nazione di San-Miao. Per queste continue divisioni in sottogruppi, molti miao, soprattutto quelli all'estremo est della Cina, credono che i chiyou siano i loro antenati. Anche i coreani considerano i chiyou come loro antenati. Dopo le unificazioni etniche operate dal governo cinese, i chiyou sono ora considerati come una delle principali stirpi tra gli antenati dei cinesi, così come gli antenati degli han, gli huangdi e gli yandi.

### La dinastia Qin e la dinastia Han
Il termine "miao" fu usato per la prima volta dagli han nelle epoche antecedenti la dinastia Qin (III secolo a.C.) per designare tutti i gruppi non han del sud. Spesso era usato anche in combinazione con i termini "nanmiao", "miaomin", "youmiao" e "sanmiao". A quel tempo il popolo viveva nella valle del Fiume Azzurro, ma in seguito fu costretto dagli han a spostarsi verso sud ad altitudini più elevate. Le seguenti massicce migrazioni di cinesi in queste zone, facilitarono poi l'assimilazione dei miao nella cultura cinese han.

### La dinastia Tang
All'inizio della dinastia Tang, i miao continuarono di essere un gruppo distinto dai cinesi solo nella provincia di Yunnan, dove si potevano trovare ancora sei comunità di miao (denominate zhao). Quella più a sud, chiamata Meng-she-zhao (蒙舍詔 Méngshězhào) o Nan-zhao (南詔; pinyin: Nánzhào) riuscì nell'intento di unire tutte le sei zhao e a fondare uno Stato indipendente durante i primi anni dell'VIII secolo. Il titolo di capo di Stato era Nan-zhao Wang (南詔王; pinyin: Nánzhàowáng), che significa letteralmente il re di Nanzhao. I pericoli derivanti dai rapporti non amichevoli con la popolazione di Tubo, l'odierno Tibet, incoraggiarono la dinastia cinese ad intrattenere relazioni sociali con entrambe le regioni. Sotto la dinastia Tang fu anche sviluppato un distretto militare, il Jiannan Jie-Du (劍南節度; pinyin: Jiànnán Jiédǔ), in quella che oggi è la provincia del Sichuan, per delimitare il confine con lo Stato di Nanzhao.

#### Nanzhao
Durante i primi pacifici anni dell'VIII secolo, Nanzhao pagava regolarmente i tributi ai cinesi han. Quando il regno Tang cominciò a disgregarsi, il distretto militare di confine acquisì maggiore indipendenza e cominciò a chiedere ulteriori tributi a Nanzhao per sviluppare un esercito capace di fronteggiare la dinastia. In questo clima teso, molti distretti militari cominciarono a minacciare i Nanzhao. Una delle richieste più estreme, poi rigettata, fu la richiesta della concessione di una notte d'amore con la regina, l'unica moglie del re di Nanzhao. Questo portò ad una ribellione dei Nanzhao durante il periodo "Tianbao" (742 - 756) dell'imperatore Xuanzong della dinastia Tang. Prima di attaccare le legioni dei vari distretti, il re di Nanzhao ordinò che le ragioni della ribellione fossero inscritte nella pietra. Questo monumento fu poi eretto a mo' di menhir ed è tuttora esistente. La dinastia Tang avrebbe potuto facilmente sconfiggere le truppe di Nanzhao, ma le lotte di potere tra gli stessi generali dei vari distretti consentirono ai Nanzhao di arrivare fin nel cuore del territorio han, almeno fino a Chengdu, località che raccoglieva i quartieri generali di tutti i distretti. Questo fu dovuto, in parte, anche all'incompetenza dei capi-distretto. Il più famoso di questi fu Yang Guozhong, fratello di Yang Yuhuan, una delle amanti dell'imperatore. Sebbene la ribellione sia stata soffocata, la dinastia perse risorse preziose che avrebbe potuto utilizzare per rendere più sicuri i confini a nord, dove in seguito avvenne la più grave ribellione degli anshi.

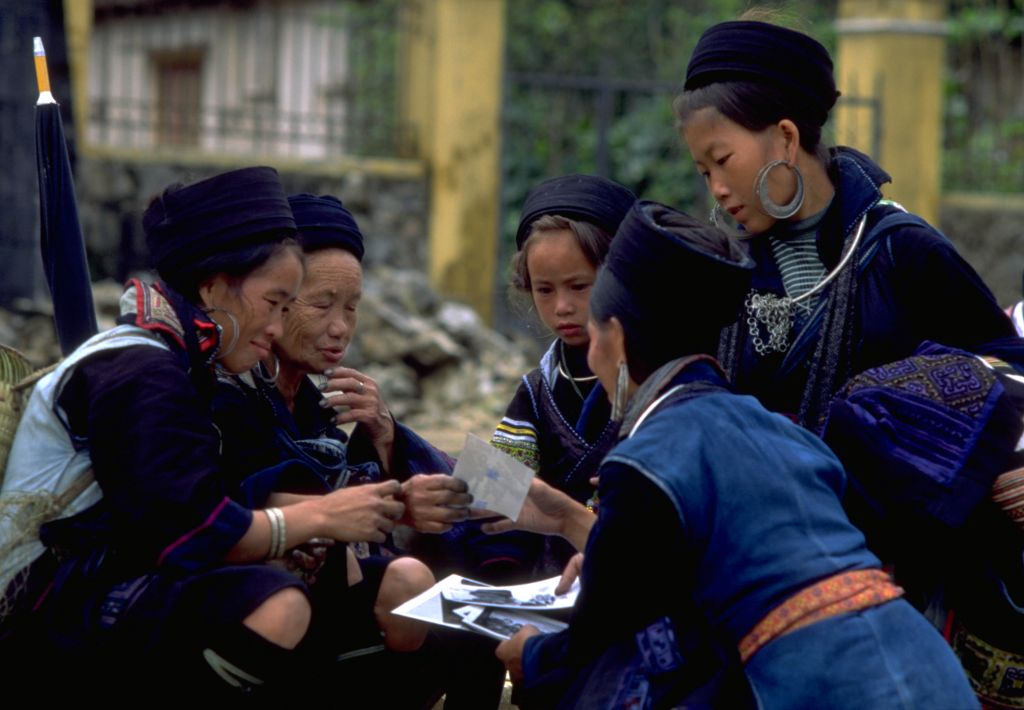
La millenaria cultura dei hmong neri

Durante gli ultimi anni della dinastia Tang, lo Stato di Nanzhao ottenne un ruolo molto più importante nei rapporti con l'imperatore. Questo portò il Tibet ad allearsi con Nanzhao per isolare il nemico. In questo periodo, lo Stato di Nanzhao divenne molto potente, una delle maggiori forze nel sud-est dell'Asia. Al culmine del loro potere, le regioni a nord del Vietnam, il Laos, la Thailandia, Burma, Guangxi e l'intera provincia dello Yunnan erano sotto il suo controllo. Chengdu e Hanoi furono saccheggiate due volte. Dopo aver perso Hanoi nel IX secolo, i cinesi non riuscirono più a riconquistarla fino all'avvento della dinastia Ming nel XV secolo. La dinastia Tang continuò così ad incrementare il numero di milizie e di distretti per arginare Nanzhao. Questo portò ad ulteriori rivolte che furono la rovina per la dinastia.
Nanzhao assorbì l'influenza della dinastia Tang, adottando la cultura cinese, e allo stesso tempo fu coinvolto in continue lotte interne tra i vari clan. Il clan Duan si ribellò con successo e fondò il Regno di Dali che durò fino alla sottomissione da parte dei mongoli. Durante le dinastie Tang e Song (960-1279) fu usato il termine "namman", che stava ad indicare tutti i popoli non cinesi del sud. Il termine miao comparve in questo periodo nel libro Fan Chuo dell'862, che descriveva le tribù del sud.

### Dinastia Ming e dinastia Qing
Durante le dinastie Ming e Qing (1368 - 1911) venivano usati sia il termine "miao", sia il termine "man". Il secondo più solitamente indicava il popolo yao. Le dinastie Yan, Ming e Qing non riuscirono mai ad assimilare del tutto le popolazioni aborigene del sud. La Grande Muraglia fu eretta sul confine meridionale per proteggere il territorio cinese e per dividerlo da quello dei "barbari" del sud. Politicamente e militarmente, i hmong continuarono ad essere una pietra miliare all'interno dell'impero cinese, come testimoniano le cariche di potere che venivano periodicamente assegnate ad esponenti hmong, incarichi spesso di prestigio che intendevano facilitare una eventuale assimilazione alla cultura della dinastia e porre fine ai continui scontri e alle numerose rivolte locali. Durante le dinastie Ming e Qing fu creata una struttura di governo, detta kaitong, nelle zone dell'Indocina. I hmong usarono questo tipo di governo fino all'avvento dei francesi nel XX secolo. Questo dimostra quanto i cinesi si siano impegnati, nel corso dei secoli, per assimilare a loro la cultura hmong.
I mong furono decimati durante la guerra del Vietnam. Circa 40000 uomini persero la vita, 1 su 4 della popolazione maschile. Furono reclutati dagli Stati Uniti per rafforzare la forza militare. Questo popolo è sconosciuto alla maggioranza degli americani, eppure devono loro la vita.

## I hmong nel Laos

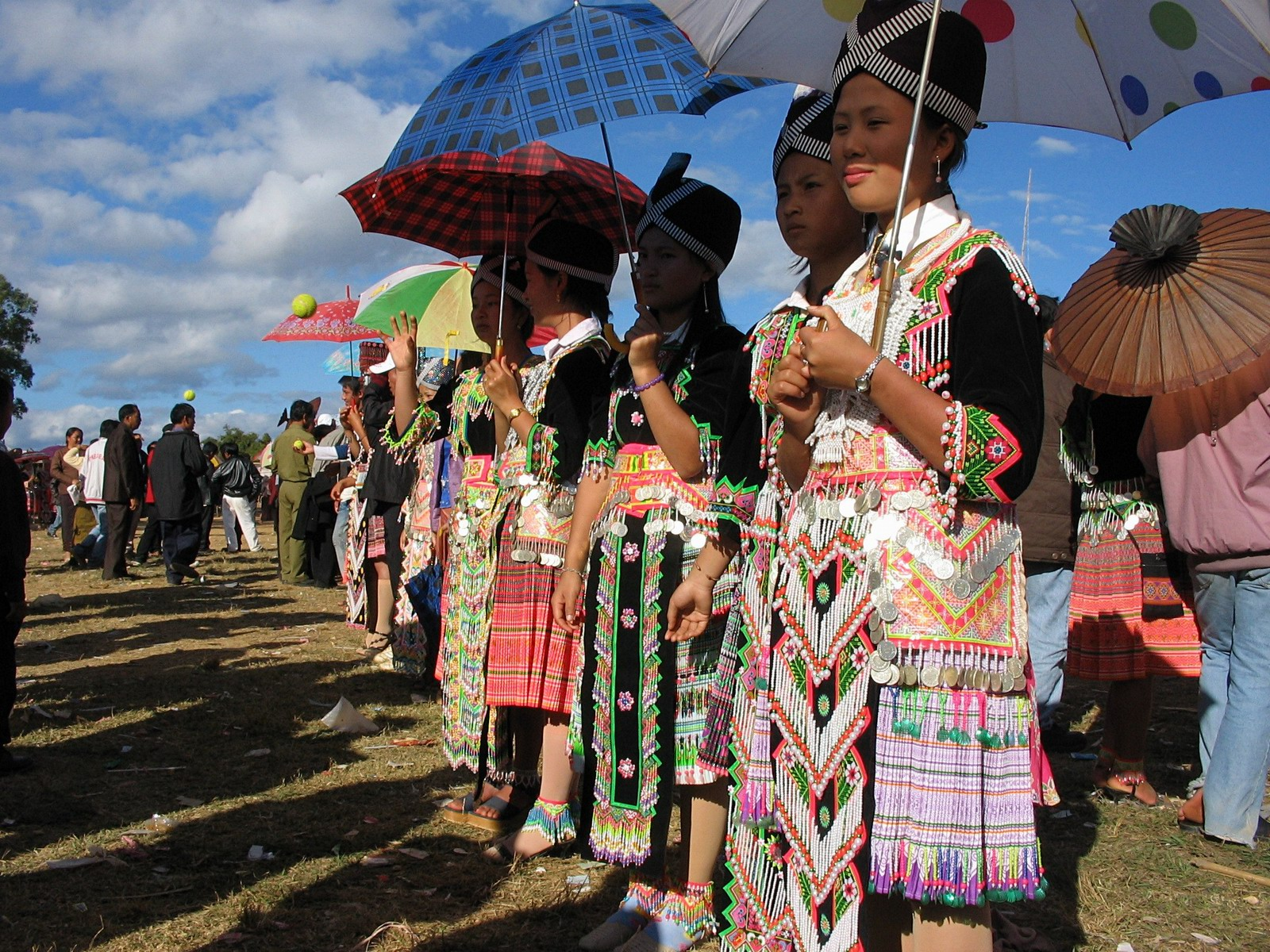
Laos: ragazze hmong si adoperano in un tradizionale gioco con la palla per attrarre i maschi

Nel 1960 molti hmong furono reclutati dalla CIA nel conflitto, conosciuto anche come "guerra segreta", per il controllo del Laos sfociato a seguito della guerra del Vietnam. Il generale hmong Vang Pao fu posto dalla CIA a capo della Military Region II (MR2), composta principalmente da truppe irregolari hmong ed incaricata di compiere azioni di disturbo contro i ribelli. I quartieri generali di Vang Pao si trovavano a Long Cheng, conosciuta anche come Lima Site 20 Alternate (LS 20A). Al culmine delle sue attività, Long Cheng divenne la seconda città più grande del Laos, con una popolazione stimata di circa 300.000 abitanti, di cui 200.000 hmong. Long Cheng fu una micronazione all'interno dello stesso Laos, con le sue banche, l'aeroporto, le scuole, i militari, gli uffici e molti altri servizi sociali di chiaro stampo occidentale. Prima della fine della guerra, Long Cheng non si trovò più sotto il controllo del generale Vang Pao.
Alla fine del conflitto, che si concluse con il trionfo del Pathet Lao, gli oltre 30.000 Hmong che avevano aiutato gli americani furono considerati dei traditori dal governo ed insieme a migliaia di altri connazionali, per non essere sterminati, lasciarono in massa il paese. Erano stati abbandonati dal loro comandante, il generale Vang Pao, fuggito negli Stati Uniti con i più alti ufficiali. Entro la fine del 1975, furono oltre 40.000 i profughi hmong che attraversando le montagne ed il Mekong riuscirono a raggiungere la Thailandia, dove vennero accolti in campi profughi. Secondo fonti americane, sono state più di 100.000 le vittime hmong della persecuzione del governo laotiano. Gli attentati messi in atto dai hmong per ritorsione alla politica governativa, portarono nel 1977 all'internamento del re Savang Vatthana e di gran parte della famiglia reale, accusati di collaborare con gli attentatori, in un campo di rieducazione del nord del paese, dove lo stesso re morì qualche anno dopo. Le azioni di guerriglia hmong sono state una delle preoccupazioni maggiori dei vari governi laotiani che si sono succeduti dopo la fine della guerra civile.
Si stima che tra il 1975 ed il 1982, furono 53.700 i hmong ed i rappresentanti di altre etnie che ottennero asilo politico negli Stati Uniti, dove si è così formata una grossa comunità hmong. Dopo i primi anni di accoglienza, vennero poi rifiutati i visti di ingresso negli USA. Durante gli anni novanta, le Nazioni Unite, con il supporto dell'amministrazione di Bill Clinton, cominciarono a forzare il ritorno di molti rifugiati hmong nel Laos. La decisione fu molto controversa, perché le rappresaglie governative contro i hmong non si erano concluse. A questo ritorno forzato si opposero i conservatori americani e gli attivisti per i diritti civili. Nel 1995, in un articolo del National Review, Michael Johns etichettò la decisione di far ritornare i veterani hmong nel Laos come un raggiro politico. Secondo una stima del 2000, erano 169.000 i hmong rifugiati negli USA. La pressione sull'amministrazione Clinton per riaprire le porte del paese ai hmong ebbe successo, e nel 2003 il governo statunitense riprese ad autorizzarne l'immigrazione. Nel dicembre di quell'anno, 15.000 rifugiati hmong in Thailandia si trasferirono negli USA.
La comunità internazionale ha fatto poco per risolvere il problema hmong. L'Unione europea pubblicò, il 31 gennaio 2007, una dichiarazione di protesta in favore dei 153 profughi hmong in Thailandia che stavano per essere forzatamente deportati in Laos. Il 15 maggio 1997 gli Stati Uniti hanno ufficialmente riconosciuto il ruolo che ebbero durante la Guerra Segreta con una statua commemorativa dei contributi statunitensi e hmong al conflitto, eretta nel cimitero nazionale di Arlington, in Virginia.
Una porzione significativa di hmong oggi segue ancora lo stile di vita dei vietnamiti nord-occidentali. Per facilitare il turismo di massa in queste regioni, negli anni novanta, molti hmong furono introdotti allo stile di vita occidentale ed i loro abiti tradizionali stanno scomparendo.

## I hmong negli Stati Uniti d'America
Nel 2010 vivevano negli Stati Uniti d'America circa 260.000 hmong, la maggior parte in California, Minnesota, Wisconsin, e Carolina del Nord. Le concentrazioni maggiori si trovano nelle città di Fresno, Minneapolis, Madison e Milwaukee. Il censimento statunitense del 2000 rivela che solo il 40% dei hmong sopra i 24 anni aveva il diploma di scuola superiore, questo perché molti arrivano negli Stati Uniti d'America già adulti. In Laos la maggioranza dei hmong sono semplici agricoltori e non hanno accesso alle scuole nazionali. Sebbene siano una delle minoranze etniche asiatiche più povere degli Stati Uniti d'America, una seconda generazione nata negli Stati Uniti d'America si sta portando agli stessi livelli di altre minoranze etniche per quanto riguarda l'istruzione, e molti sono diventati dei professionisti.
Anche se molte famiglie parlano ancora la lingua originale hmong, molti giovani si stanno rapidamente ambientando agli usi e costumi statunitensi. Negli ultimi anni, si sono formate associazioni con lo scopo di preservare la lingua e la cultura hmong.
Nell'episodio 5 della seconda stagione della popolare serie televisiva Grey's Anatomy (trasmesso per la prima volta nel 2005), nella parte dedicata a una paziente appartenente a famiglia hmong immigrata negli Stati Uniti d'America, viene rappresentato il rilievo che tradizioni familiari e sciamanesimo avrebbero ancora nella comunità statunitense di quella etnia.
La comunità hmong di Detroit è protagonista del film Gran Torino di Clint Eastwood, girato nel 2008 proprio nel quartiere di Highland Park dove risiede gran parte della comunità della città.

## Esponenti celebri
- Bi Gan (毕赣), regista, sceneggiatore, poeta e fotografo.